# Mochna bílá
Mochna bílá (Potentilla alba, syn. Potentilla cordata) je vytrvalá bylina z rodu mochna (Potentilla), která v České republice patří k ohroženějším druhům.

## Popis

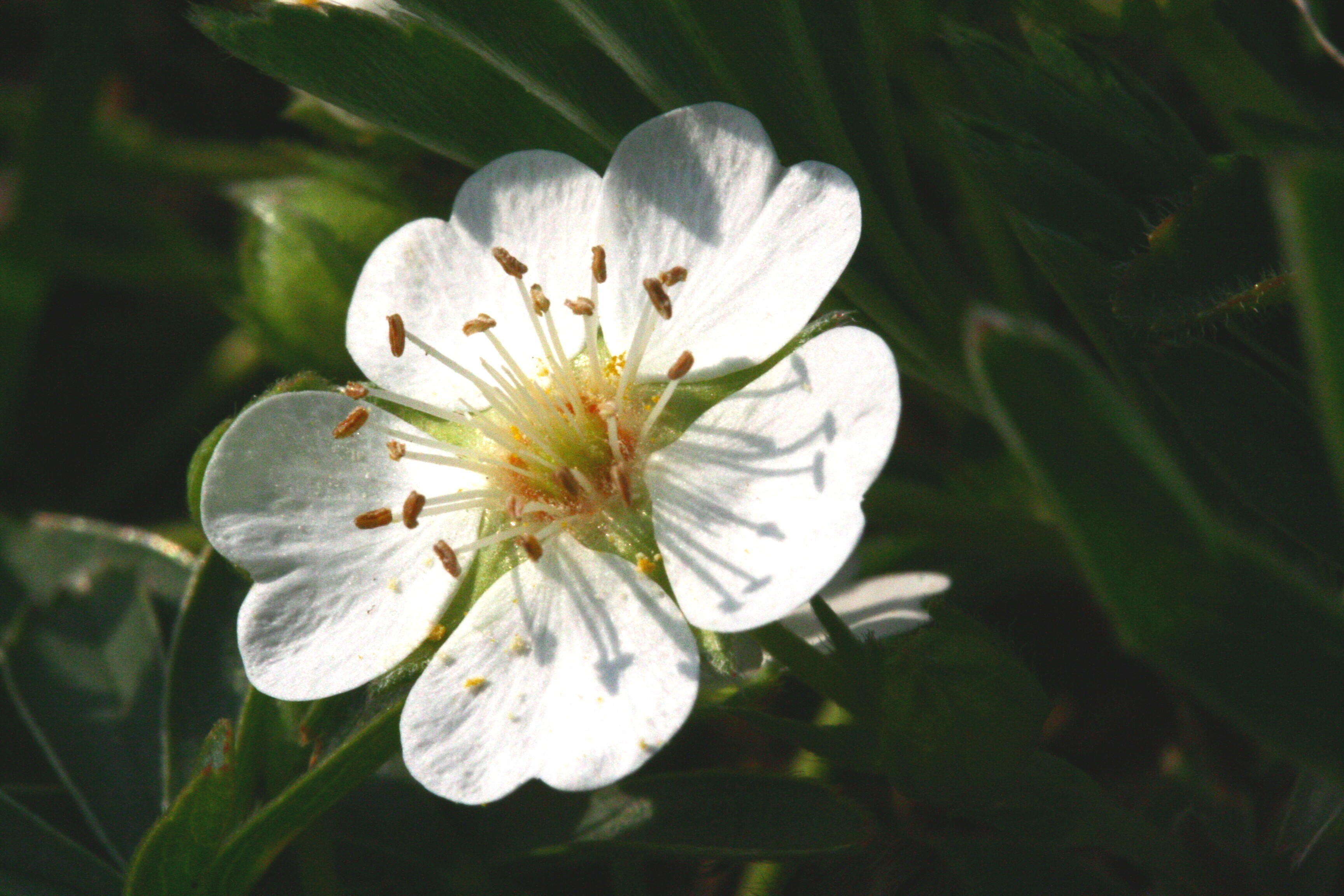
Květ mochny bílé

Rostlina dosahuje výšky 5 až 10 cm, lodyha má dole jeden trojčetný list a výše jsou listy pětičetné. Květ je bílý a má pět korunních lístků. Mochna bílá kvete v dubnu a v květnu.
Druh poprvé popsal v roce 1753 Carl Linné ve svém díle Species Plantarum.

## Stanoviště, rozšíření
Mochna bílá roste nejčastěji v dubohabrových či dubových hájích, na osluněných stráních či mezích. V rámci České republiky je vzácná. Roste ve střední a východní Evropě až po řeku Volhu. Vzácně se vyskytuje taktéž ve středním a jižním Německu. V Polsku je druh široce rozšířen, i když místy je vzácný a úplně chybí v pobřežních oblastech a horách. Ve Fennoskandinávii a na britských ostrovech chybí. Západní hranice rozšíření probíhá ve Vogézách a Ardenách. Na jihu prochází hranice severní Itálií, Severní Makedonií a Bulharskem přes Ukrajinu až do středního Povolží.